# Андоя
Андоя е космодрум и ракетна база, разположени на остров Андоя в Северна Норвегия. От 1962 г. насам от Андоя са изстреляни над 1200 ракети във всякакви конфигурации.
През 1997 г. е отворена обсерваторията ALOMAR, която има за цел да изследва средните слоеве на атмосферата в арктичните региони.